# Place Gilbert-Privat
La place Gilbert-Privat est une voie située dans le quartier du Montparnasse du 14e arrondissement de Paris.

## Situation et accès
La place Gilbert-Privat est desservie à proximité la ligne 4 à la station Denfert-Rochereau.

## Origine du nom
Cette place doit son nom au peintre et sculpteur, Gilbert Privat (1892-1969).

## Historique
La place est créée et prend sa dénomination actuelle le 31 octobre 2003 sur l'emprise de la rue Froidevaux.

## Bâtiments remarquables et lieux de mémoire
- Le square Georges-Lamarque.
- La place se trouve à l'arrière du cimetière du Montparnasse.